# Janusz A. Majcherek
Janusz Andrzej Majcherek (ur. 27 grudnia 1955 w Krakowie) – polski filozof, socjolog, nauczyciel akademicki, publicysta, profesor nauk humanistycznych, profesor Uniwersytetu Pedagogicznego w Krakowie.

## Życiorys
Jest absolwentem filozofii na Uniwersytecie Jagiellońskim. W 1992 na podstawie rozprawy zatytułowanej Metodologiczne konsekwencje relatywizmu kulturowego uzyskał na Wydziale Filozoficznym UJ stopień doktora nauk humanistycznych w zakresie socjologii. Habilitował się w 2005 na Wydziale Nauk Społecznych Uniwersytetu Wrocławskiego w oparciu o dorobek naukowy oraz pracę pt. Źródła relatywizmu w nauce i kulturze XX wieku. Od teorii względności do postmodernizmu. W 2018 otrzymał tytuł profesora nauk humanistycznych.
Zawodowo związany z Instytutem Filozofii i Socjologii Uniwersytetu Pedagogicznego w Krakowie (poprzednio Akademią Pedagogiczną). Doszedł na tej uczelni do stanowiska profesora.
W latach 1993–1995 publikował w „Życiu Warszawy” i „Rzeczpospolitej” (od 1995 stały komentator tej gazety). Od 1989 współpracuje również z „Tygodnikiem Powszechnym”. W 1999 został uznany za najlepszego publicystę roku i otrzymał nagrodę Grand Press. W 2003 otrzymał Nagrodę Kisiela.

## Odznaczenia
Został odznaczony Srebrnym (2002) i Złotym (2017) Krzyżem Zasługi.

## Wybrane publikacje
- Relatywizm kulturowy. Uwarunkowania i konsekwencje pewnej doktryny, Kraków 1995.
- Pierwsza dekada III Rzeczypospolitej, Warszawa 1999.
- W poszukiwaniu nowej tożsamości, Warszawa 2000.
- Źródła relatywizmu w nauce i kulturze XX wieku. Od teorii względności do postmodernizmu, Kraków 2004.
- Demokracja, przygodność, relatywizm, Warszawa 2007.
- Kultura, osoba, tożsamość, Kraków 2009.
- Etyka powinności, Warszawa 2011.
- Bóg bez znaczenia, Warszawa 2015.
- Człowiek, przyroda, moralność, Kraków 2018.